# Будинок актора (Таганрог)

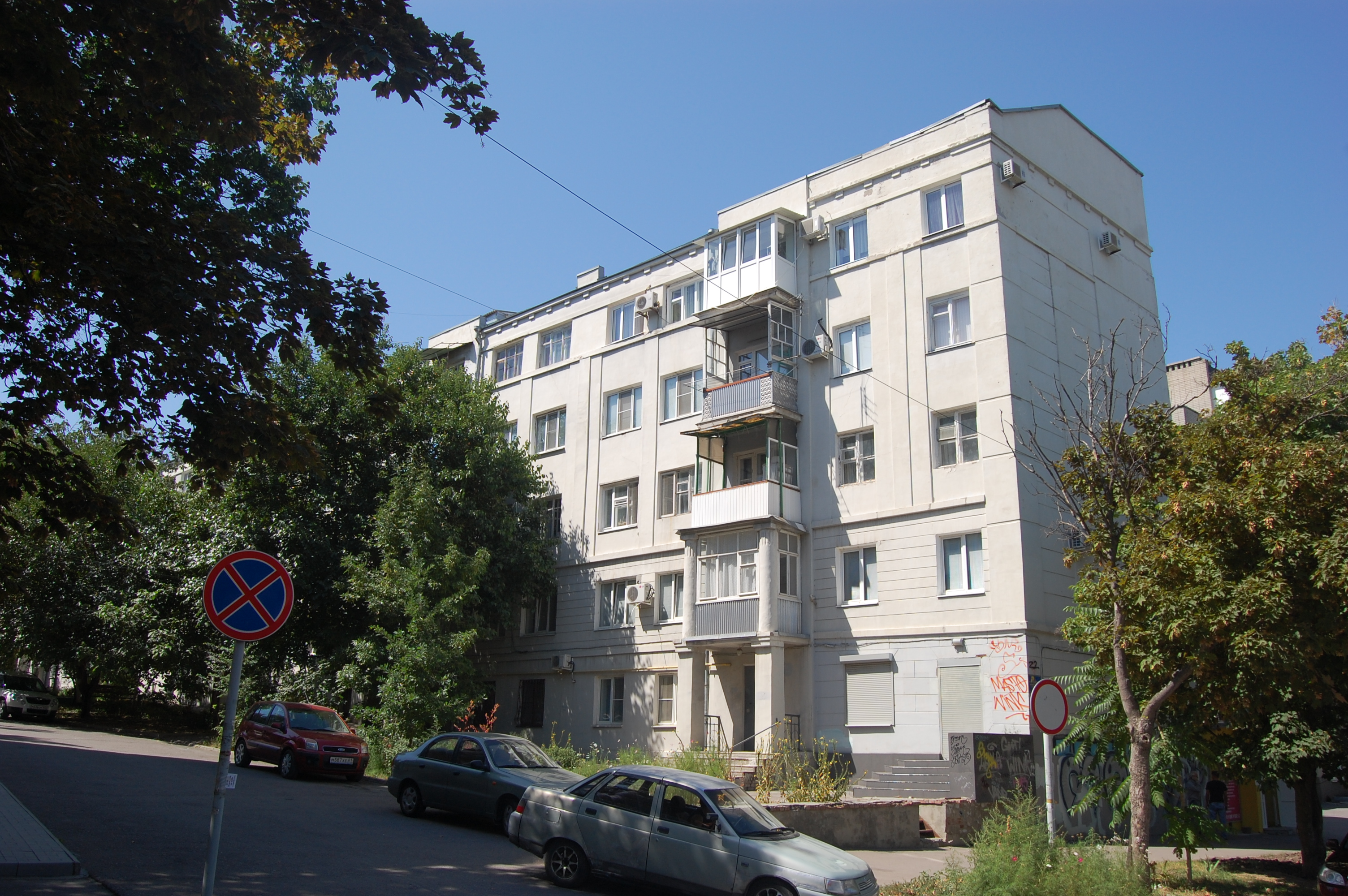

Будинок актора — житловий багатоповерховий будинок в Таганрозі (вул. Фрунзе, 55). Яскравий зразок конструктивізму в архітектурі.

## Архітектурні особливості
Шестиповерхова з боку вулиці Фрунзе будівля винесена архітекторами на червону лінію забудови не головним фасадом, а торцем. З того часу це був сміливий крок авторів проекту.

## Історія будинку
Будинок збудований у 1929 році. Спочатку будинок призначався для артистів таганрозьких театрів і місцевого симфонічного оркестру. Автори проекту вважали, що радянським працівникам мистецтв нема чого витрачати час на домашню кухню, і влаштували в цоколі будівлі ресторан. У квартирах будинку кухні не були передбачені. У підсумку виявилося, що сімейний бюджет акторів змушує їх ігнорувати громадське харчування, грошей на харчування в ресторані не вистачало. Надалі в кожній квартирі одна з кімнат була переобладнана під кухню.